# Backenzahn

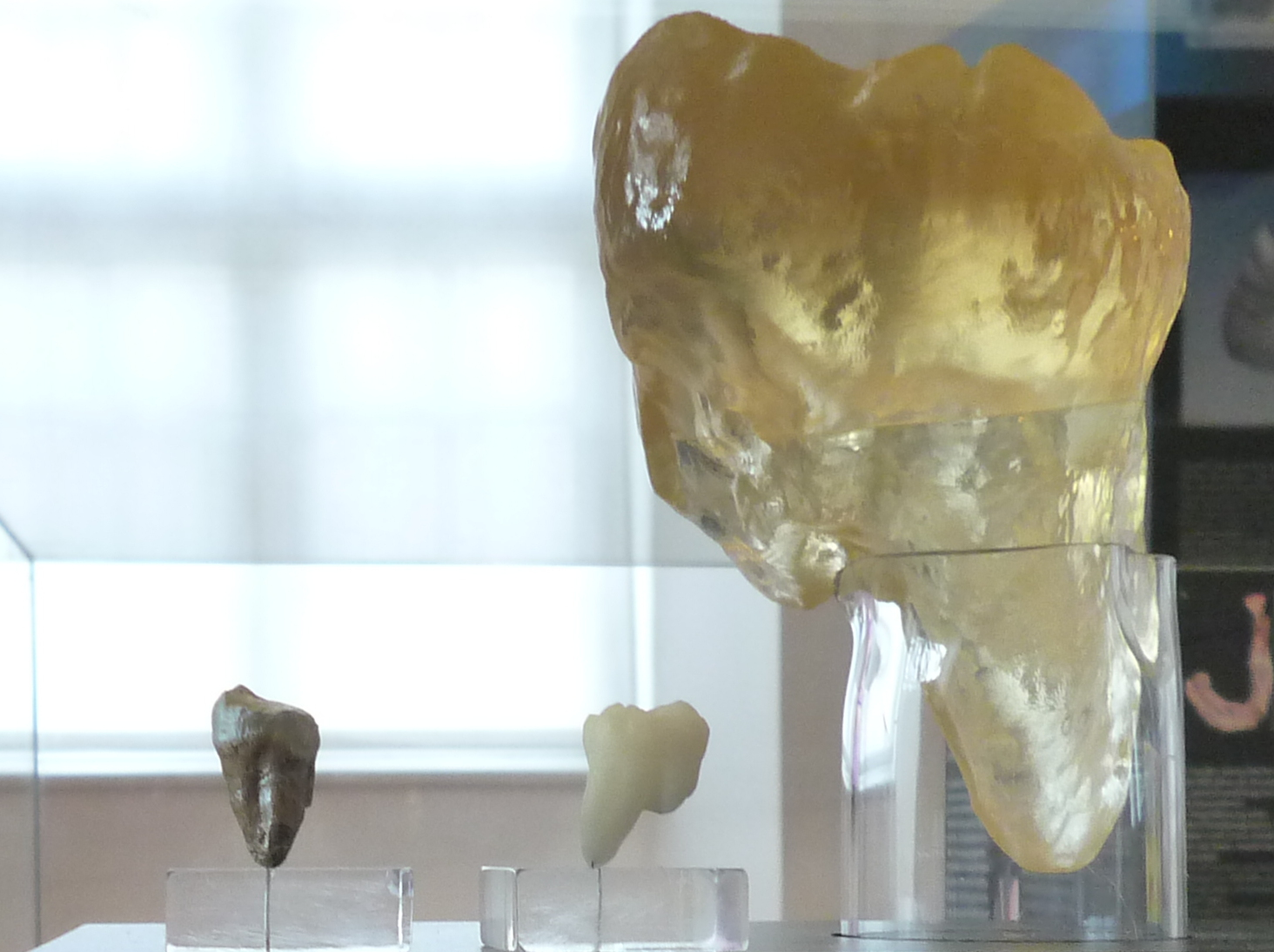
Unterer Backenzahn eines Australopithecus in Originalgröße:
Abguss (links), Stereolithografie (Mitte) und transparentes Modell in 5-facher Vergrößerung

Die Backenzähne (österreichisch auch Stockzähne) der Säugetiere dienen dem Zermahlen der von den Schneidezähnen vorzerkleinerten Nahrung. Beim Menschen werden sie auch als Seitenzähne bezeichnet. Die Backenzähne werden in zwei Gruppen untergliedert:
- vordere (kleine) Backenzähne (Prämolaren, Dentes praemolares)
- hintere (große) Backenzähne (Molaren, Dentes molares)

Der erste große Backenzahn (Molar, Zähne 16, 26, 36 und 46) wird beim Menschen Sechsjahrmolar genannt, weil er in der Regel um das sechste Lebensjahr durchbricht.
Bei den Säugetiervorfahren (Therapsida) waren ursprünglich in jeder Kieferhälfte vier Prämolaren und drei Molaren ausgebildet, wie sie auch heute noch beim Schwein zu finden sind. Im Zuge der Evolution ist diese Maximalzahl aber bei vielen Arten reduziert, Prämolaren können auch ganz fehlen. Im Gegensatz zu den Prämolaren haben Molaren keine Milchzahnvorläufer, sondern erscheinen erst im bleibenden Gebiss.
Als bunodont werden die Backenzähne von Säugetieren bezeichnet, bei denen die Zahnkronen mit Höckern versehen sind. Sind vier Höcker vorhanden, sind die Zähne oligobunodont, bei mehr Höckern sind sie polybunodont. Der Zahntyp tritt vor allem bei Allesfressern auf, z. B. bei Schweinen, Bären und beim Menschen.
Lophodont, zygodont oder jochzähnig sind dagegen die Backenzähne pflanzenfressender Säugetiere. Bei ihnen sind die Zahnhöcker durch kammartige Schmelzleisten (Querjoche) verbunden.
Paarhufer haben vor allem selenodonte Zähne. Der Schmelz der Zahnhöcker bildet hier infolge der Abnutzung durch die harte Pflanzennahrung Halbmond- bis V-förmige Strukturen aus.